# Для всех долгов, публичных и частных
«Для всех долгов, публичных и частных» (англ. «For All Debts Public and Private») — сороковой эпизод телесериала канала HBO «Клан Сопрано». Это первый эпизод четвёртого сезона. Сценарий написал Дэвид Чейз, режиссёром стал Аллен Култер, а премьера состоялась 15 сентября 2002 года.

## В ролях
- Джеймс Гандольфини — Тони Сопрано
- Лоррейн Бракко — д-р Дженнифер Мелфи
- Эди Фалко — Кармела Сопрано
- Майкл Империоли — Кристофер Молтисанти
- Доминик Кьянезе — Коррадо Сопрано-мл.
- Стивен Ван Зандт — Сильвио Данте
- Тони Сирико — Поли Галтьери
- Роберт Айлер — Энтони Сопрано-мл.
- Джейми-Линн Сиглер — Медоу Сопрано
- Дреа де Маттео — Адриана Ля Сёрва
- Аида Туртурро — Дженис Сопрано
- Федерико Кастеллуччио — Фурио Джунта
- Винсент Куратола — Джонни Сэк
- Стивен Р. Ширрипа — Бобби Баккалиери
- и Джо Пантолиано — Ральф Сифаретто

### Приглашённые звёзды
- Том Элдридж — Хью Де Анджелис
- Шэрон Анджела — Розали Април
- Уилл Арнетт — агент Майк Уолдрап
- Вал Бисольо — Мёрф Лупо
- Джозеф Р. Ганнасколи — Вито Спатафоре
- Лола Глодини — агент Дебора Циццероне
- Дэн Гримальди — Пэтси Паризи
- Тони Калем — Энджи Бонпенсьеро
- Мэрианн Леоне — Джоанн Молтисанти
- Тони Лип — Кармайн Лупертацци
- Джордж Лорос — Рэймонд Курто
- Ричард Мэлдоун — Альберт Барезе
- Том Мэйсон — детектив лейтенант Барри Хайду
- Анджело Массальи — Бобби Баккалери III
- Артур Дж. Наскарелла — Карло Джерваси
- Кристин Педи — Карен Баккалиери
- Питер Ригерт — сенатор Рональд Зеллман
- Фрэнк Санторелли — Джорджи
- Сюзанн Шеперд — Мэри Де Анджелис
- Лекси Спертудо — София Баккалиери
- Мэттью Суссман — д-р Дуглас Шрек
- Гэй Томас-Уилсон — медсестра

## Сюжет
Энтони Сопрано-мл. начал учиться в публичной школе, и Кармела пытается помочь ему, читая ему отрывки из «The New York Times», предоставленные его школой для его занятий по обществознанию, которые лежали нераспечатанными в его комнате. Тони Сопрано собирает «The Star-Ledger» в конце своей подъездной дорожки и, вернувшись домой, спрашивает об оценках Энтони-младшего и зажимает его ухо, когда Энтони-мл. говорит ему, что он "раскрыл своё собственное невежество", спрашивая об оценках несколько дней в четверти.
Настроение Кармелы заметно светлеет, когда приезжает водитель Тони, но её улыбка исчезает, когда она видит, что это Кристофер Молтисанти, а не Фурио Джунта. Кристофер не слишком доволен тем, что возит Тони, но заявляет, что не ставит под сомнение его решение. Во время вождения, они проверяют зеркала заднего вида для моделей автомобилей, зная, что они любимые у ФБР.
Тони и дядя Джуниор встречаются в офисе доктора Дугласа Шрека (врача Джуниора). Кристофер, Бобби Бакала и Мёрф Лупо остаются в зале ожидания. Прежде чем зайти в комнату, Джуниор флиртует с медсестрой, приглашая её в Атлантик-Сити, но она отказывается. Медсестра позже сообщает ему, что это её последний день в офисе, так как она возвращается обратно в школу.
Тони и Джуниор обсуждают нужду последнего в ещё больших деньгах, чтобы покрыть его судебные расходы, будучи в недостатке в деньгах с момента его домашнего ареста, и запрашивает изменение их условий. Тони говорит ему о "недостатке" и злобно отказывается менять проценты. Джуниор позже решает понизить заметно смущённого Мёрфа до солдата, и заменить его Бобби Бакалой. Тони одобряет, и предлагает, чтобы они рассказали Бобби о новости прямо в кабинете врача. Позже этой ночью, в доме Джуниора, звонит его адвокат и говорит с Мёрфом, который передаёт информацию, что у ФБР очевидно есть крот в офисе доктора Шрека, которого вытянули, чтобы свидетельствовать на суде.
Кармела замечает вдовствующую Энджи Бонпенсьеро, раздающую бесплатные образцы в супермаркете Pathmark, но не приближается к ней. Это побуждает Кармелу беспокоиться о своей финансовой безопасности, так как Тони всегда осторожно отделяет её от своих профессиональных контактов. Когда она просит Тони предоставить деньги, чтобы она смогла сделать инвестиции, он говорит ей, что им нужно затянуть пояс, и что больше нет большой суммы денег в их доме. Он затем вытаскивает большой пакет денег из под сидения машины и несёт его в дом с бассейном, чтобы хранить его в скрытом отверстии под плиткой каменного пола.
Тони затем заставляет Кристофера отвезти его в Бада Бинг, где он выражает своё разочарование, избивая незадачливого бармена Джорджи за то, что он тратит лёд и болтает. Крис, Сильвио и Тони покидают Бинг, чтобы присутствовать на встрече с капо семьи — Карло Джерваси, Элли Боем Барезе, Рэем Курто и Ральфом Сифаретто в их соседнем гараже, принадлежащем семье (Ральф всё ещё является персоной нон грата в Бинге). Тони использует собрание, чтобы вступать в диалоги с ними по поводу недостатка прибыли в бизнесе семьи в последнее время, говоря им, что босс семьи, Джуниор, отчаянно нуждается в финансовой поддержке. Кристофер остался снаружи с партнёром-солдатом, Вито Спатафоре, в то время как старшие члены семьи ведут обсуждение.
Крис считает, что его возвращение в статус водителя может быть наказанием за сомнение в суждении Тони по поводу ситуации с Джеки Априлом-мл. Дома, Адриана вместе с Даниэль, которая, вне её ведома, является агентом ФБР Деборой Циццероне, живущая со своим мужем, партнёром по ФБР Майком Уолдрапом, и их малолетним сыном. Кристофер прибывает домой с несколькими частями высококачественного багажа, о котором спрашивает Даниэль, так как "он похож на Gucci". Кристофер хамит Даниэль, которая затем уходит против воли Адрианы. Он жалуется о своём внезапном понижении до водителя Тони и готовится вколоть себе героин между пальцами ног (чтобы избежать заметных следов на его предплечьях). Он предлагает Адриане присоединится к нему, но она отказывается.
Позже, Тони покупает мешки с кормом для уток. Когда он приносит мешки домой, он использует их для хранения денежных средств среди корма. Кармела замечает, что это странное время для покупки корма для уток. Покупая корм, Тони встречается с сенатором Зеллманом в близлежащем кафе, чтобы обсудить проект Esplanade и поговорить о недвижимости. Зеллман советует ему о том, что цены на новый проект вероятно увидят новый скачок. Тони вспоминает, что Джуниор владеет складом на Frelinghuysen авеню в Ньюарке, что потенциально может быть золотой жилой.
Кармела приглашает Розали Април и Ральфа Сифаретто на ужин, несмотря на инструкции Тони не делать этого. Розали замкнута и тиха за ужином, предположительно под психотропными препаратами. С другой стороны, Ральф обильно рассказывает истории Энтони-младшему и другу о мотоцикле Harley-Davidson, которым он владел в молодости. Хью и Мэри Де Анджелис также присутствуют. Ральф освобождается, чтобы воспользоваться ванной комнатой, и Дженис вскоре следует за ним, найдя его нюхающим кокаин. Она присоединяется к нему и, после некоторого первоначального колебания со стороны Ральфа, они занимаются сексом в ванной на втором этаже. Пока их нет, Тони замечает их долгое отсутствие, глядя на их пустые стулья и на его наручные часы. Во время ужина, Адриана, в компании Даниэль, навещает, чтобы одолжить самовар у Кармелы для девичника кузины Адрианы. Тони представляют Даниэль и он явно увлечён ею. Розали затем показывает ей весь дом Сопрано. Медоу не присутствует на ужине. С момента смерти Джеки-мл., она не записалась на новые классы на втором курсе в Колумбийском университете.
Тони устраивает вечеринку в номере отеля, которой предшествует быстрая встреча с нью-йоркским боссом, Кармайном Лупертацци. Кристофер, Ральф и Сильвио также присутствуют. Кармайн обсуждает успех Esplanade, спрашивает о Джуниоре и отчитывает Тони за то, что он носит шорты ("дон не носит шорты"), услышав об этом от Джонни Сэка, который тоже присутствует. Кармайн и Джонни Сэк уходят, в то время как Фурио прибывает с собранием стюардесс из Icelandic Air. Кристофер курит героиновый косяк в ванной с одной из девушек; Ральф спит голым на диване в шляпке стюардессы. Кристофер волнуется, когда Тони стучит в дверь в ванную и говорит ему уйти с вечеринки пораньше. Тони говорит Кристоферу уехать в ресторан Hooters в Уэйн, Нью-Джерси, где Бобби Бакала вскоре подъезжает за ними. Тони говорил о "Дики" Молтисанти, покойном отце Кристофера, весь день. Тони вдруг говорит Кристоферу, что человек, который убил его отца, детектив-лейтенант Барри Хайду, находится в ресторане, празднуя свою отставку из полиции. Тони говорит, что Дики и гангстер по имени Джили Руффало отбывали срок вместе. Джилли убил сокамерника Дики, так что Дики позже вынул один из глазов Джилли. Хайду убил Дики за Джилли, за пределами дома Молтисанти. Кристоферу всегда говорили, что это сотрудник полиции убил его отца, но считал, что этот человек был мёртв. Когда его спросили, почему  с этим не разобрались раньше, Тони отвечает, что "он был полезным", но это уже кончилось сегодня с его выходом на пенсию. Тони даёт Кристоферу адрес Хайду "выкупленного дома", желает ему удачи и уезжает в машине Бобби.
Бобби и Тони ужинают в местном кафе и обсуждают повышение Бобби и то, как он справился со смертью своего отца. После этого, они идут в дом Джуниора, где Мёрф встречает их в подвале и говорит им о кроте из ФБР. Жена Бобби, Карен Баккалиери, пришла со своими детьми, чтобы приготовить еду для Джуниора. Существование крота глубоко расстроило Джуниора. Он считает, что это, должно быть, была медсестра, с которой он флиртовал, а теперь сожалеет об унижении, с которым ему "придётся столкнуться с ней в зале суда." Они обсуждают то, что ФБР, возможно, узнало из уловки. Тони предлагает Джуниору сто тысяч долларов за его склад на Frelinghuysen авеню, солгав ему о том, что это поможет ему с его финансовыми трудностями. Джуниор принимает предложение. Но он подавлен своей жизнью, говоря Тони, что он "старик, который идёт к суду."
Между тем, Поли Уолнатса арестовали в Янгстауне, Огайо (отсюда и его отсутствие на ранней встрече с Тони, Сильвио и другими капо семьи), находясь в пути в Стюбенвиль, чтобы увидеть родину Дина Мартина. Через тюремный таксофон, он звонит Джонни Сэку, который говорит ему, что никто не упомянул ему, почему Поли заключили, а только то, что его заключили. Поли беспокоит это и рассказывает историю: он навешал друга, Ленни Скортезе, и они поймали его с пистолетом из нераскрытого убийства в их машине. Джонни явно стремится культивировать свою дружбу с Поли, которая началась после того, как Поли начал чувствовать себя забытым Тони в пользу Ральфа и проекта Esplanade. Джонни протянул руку Поли через своего племянника, чтобы запросить телефонный звонок.
На терапии, Тони обсуждает то, как Кармела давит на него по поводу будущего семьи и текущей ситуации с дядей Джуниором. Когда Тони обсуждает своё будущее в плане двух концовок, смерть или тюрьма, доктор Мелфи изначально шокирована его прямотой и спрашивает его, почему он "просто не отказывается от этого". Тони говорит ей, что есть и третий вариант, и что у него есть план избежать такие исходы, полагаясь исключительно на "кровные связи", скрепляя Кристофера ещё сильнее к нему (используя методы, которые он не может разглашать Мелфи), чтобы использовать своего племянника в качестве буфера между собой и другими, чтобы избежать возможных судебных разбирательств в будущем. Доктор Мелфи сбита с толку неожиданной прямотой Тони, на что он отвечает, что он теперь доверяет ей, "немного".
Кристофер ожидает в доме Хайду и вырубает Хайду, когда он входит в дом. Кристофер берёт его кобуру, табельное оружие и значок, и приковывает его наручниками к перилам на лестнице. Когда Хайду приходит в сознание, Кристофер расспрашивает его о его причастности к смерти его отца. Хайду отрицает любое знание и говорит, что Кристофера подставили. Кристофер отвечает, что это ничего не меняет, потому что "он хочет твоей смерти." Кристофер прибавляет громкость по телевизору. Хайду паникует, ломает деревянные перила и карабкается по полу, выкрикивая: "Мне жаль." Кристофер затем стреляет в Хайду из его же оружия. Прежде чем уйти, он берёт наличные из бумажника Хайду (ожидая больше, чем двадцати-долларовую купюру там), вытирает пистолет и помещает его в руку Хайду. Позже этим утром, Кристофер навещает свою мать, Джоанн, и просматривает старые фотографии своего отца, включая фотографию военно-морского флота. Когда он уходит, он использует магнит, чтобы прикрепить двадцати-долларовую купюру к холодильнику его матери.

## Впервые появляются
- Бобби Баккалиери III: сын Бобби
- Карен Баккалиери: жена Бобби
- София Баккалиери: дочь Бобби
- Карло Джерваси: капо преступной семьи Сопрано/ДиМео
- Мёрф Лупо: стареющий бывший капо преступной семьи Сопрано/ДиМео и друг Джуниора Сопрано
- Козетта: собака Адрианы Ля Сёрвы

## Умер
- Барри Хайду: застрелен в голову в своём доме Кристофером Молтисанти в отместку за убийство Дики Молтисанти

## Название
- Название эпизода взято из фразы, найденной на американских бумажных деньгах: "эта заметка является законным платёжным средством для всех долгов, публичных и частных". Эпизод заканчивается крупным планом двадцати-долларовой купюры, которую Кристофер берёт у лейтенанта Барри после того, как он убивает его.
- Деньги являются поводом для волнения Тони, Кармелы и Джуниора в этом эпизоде.
- Кристофер теперь в долгу у Тони за информацию, которую Тони предоставил по поводу отца Кристофера.

## Производство
- Этот эпизод является первым, который сделали и показали после терактов 11 сентября 2001 года. С этого эпизода, кадр Всемирного торгового центра в начальных титрах отсутствует, заменён на дополнительные кадры промышленного пейзажа.
- Винс Куратола (Джонни Сэк) теперь указан в начальных титрах, но только в эпизодах, в которых он появляется.
- Пребывание Поли в тюрьме было вписано в сериал, чтобы позволить больше времени за кадром актёру Тони Сирико, который восстанавливался после серьёзной операции на позвоночнике.
- Рестлер Джонни Вэлиант в этом эпизоде в качестве телохранителя Кармайна Лупертацци.
- Комментарий, сделанный Кармайном Лупертацци к Тони Сопрано, "дон не носит шорты", был добавлен в шоу после того, как c создателем сериала Дэвидом Чейзом связался предполагаемый сообщник настоящей мафии, который хвалил его за подлинность шоу, за исключением того, что Тони часто носит шорты, на что он сказал, что настоящий дон никогда бы не сделал это.
- Этот эпизод удерживает сильнейшие рейтинги из всех эпизодов, с 13.43 миллионами зрителями.

## Культурные отсылки
- Город, где арестовали Поли, Янгстаун, Огайо, имеет прозвище "Мобтаун, США".

## Отсылки к другой культуре
- Показывают, что Джуниор смотрит фильм «Бог знает, мистер Аллисон».
- Во время сцены, в которой Кармела приближается к Тони по поводу финансов, по телевизору идёт фильм «Рио Браво», вестерн 1959 года с Джоном Уэйном, Дином Мартином и Рики Нельсоном в главных ролях. В сцене, которую смотрит Тони, Мартин и Нельсон поют дуэтом "My Rifle, My Pony and Me". Эта песня также будет использована в конце будущего эпизода, "Пирожок".
- В доме лейтенанта Хайду, Крис смотрит сериал «Частный детектив Магнум».
- Когда Поли говорит по таксофону в тюрьме, на заднем плане видно, что по телевизору идёт «Шоу Джерри Спрингера».

## Музыка
- Песня, играющая в начале эпизода и во время финальных титров - "World Destruction" Time Zone (c Джоном Лайдоном).
- Песня, играющая, когда две женщины в спальне отеля - "Do You Wanna Get Heavy?" Jon Spencer Blues Exlosion.
- Песня, играющая, когда Кристофер курит героиновую сигарету с одной из бортпроводниц Icelandic Air - "Something something" (2001) Coo Coo Cal.
- Песня, играющая, когда Кристофер вкалывает себе героин - "My Rifle, My Pony and Me" в исполнении Дина Мартина из «Рио Браво» (1959).
- Песня, играющая, пока детектив Хайду едет к своему подъезду - "Lady Marmalade" Labelle.
- Песня, играющая, когда Кармела видит Энджи в супермаркете - "Saturday in the Park" (1972) Chicago из их альбома «Chicago V».